# Bottle It Up
"Bottle It Up" là bài hát được sáng tác và thu âm bởi nữ ca sĩ kiêm sáng tác nhạc người Mỹ Sara Bareilles. Bài hát được sản xuất bởi Eric Rosse và được chọn để phát hành dưới dạng đĩa đơn thứ hai trích từ album phòng thu Little Voice của cô. "Bottle It Up" được đưa tới trạm phát thanh CHR vào ngày 29 tháng 4 năm 2008 tại Hoa Kỳ.

## Bối cảnh sáng tác
Vào một buổi phỏng vấn ngày 15 tháng 4 năm 2008 cùng với Minneapolis Star Tribune, Bareilles chia sẻ rằng bài hát này nói về ngành công nghiệp âm nhạc, và về những trăn trở của một nghệ sĩ với việc ký được một hợp đồng thu âm, mà theo cô miêu tả "Phần điệp khúc đã nói lên tất cả: 'Tôi thực hiện nó vì tình yêu.'"

## Các phiên bản của bài hát
Có 2 phiên bản khác nhau của bài hát này. Phiên bản gốc trong album, và phiên bản phối của đĩa đơn và trạm phát thanh được phát hành trong phiên bản đặc biệt của album, và trong đoạn quảng cáo của Rhapsody.

## Video âm nhạc
Video âm nhạc chính thức cho "Bottle It Up" được phát hành trên tài khoản YouTube của Bareilles vào ngày 9 tháng 4 năm 2008. Nó được Marcos Siega đạo diễn, với nhiều hình ảnh chiếc đàn dương cầm luôn ở bên cô.

## Xếp hạng
| Các bảng xếp hạng (2008)                      | Thứ hạng cao nhất |
| --------------------------------------------- | ----------------- |
| U.S. Billboard Bubbling Under Hot 100 Singles | 7                 |
| U.S. Billboard Adult Pop Songs                | 15                |
| U.S. Billboard Pop Songs                      | 31                |